# Plataforma petroliera

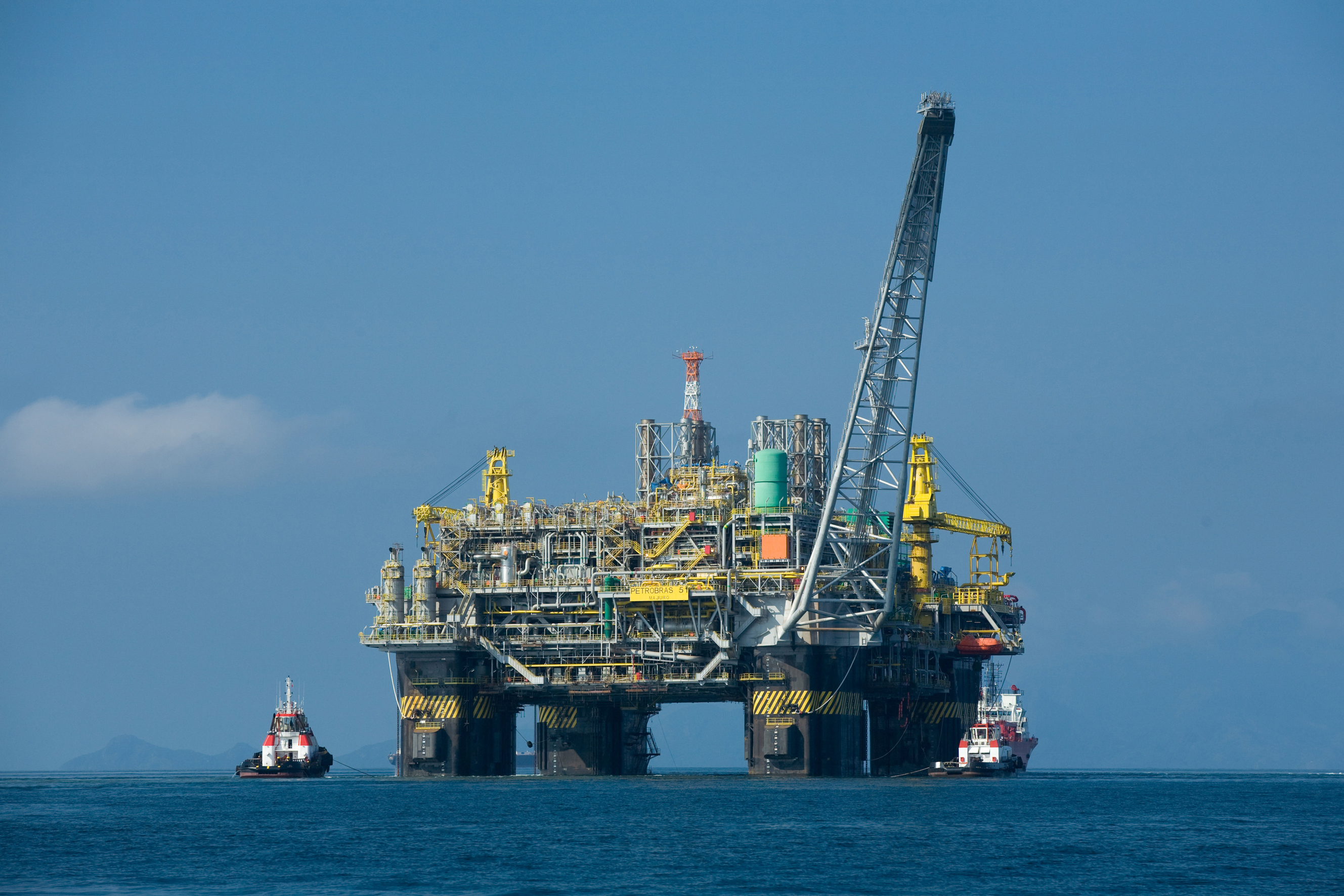
Plataforma P-51 (Brasil)

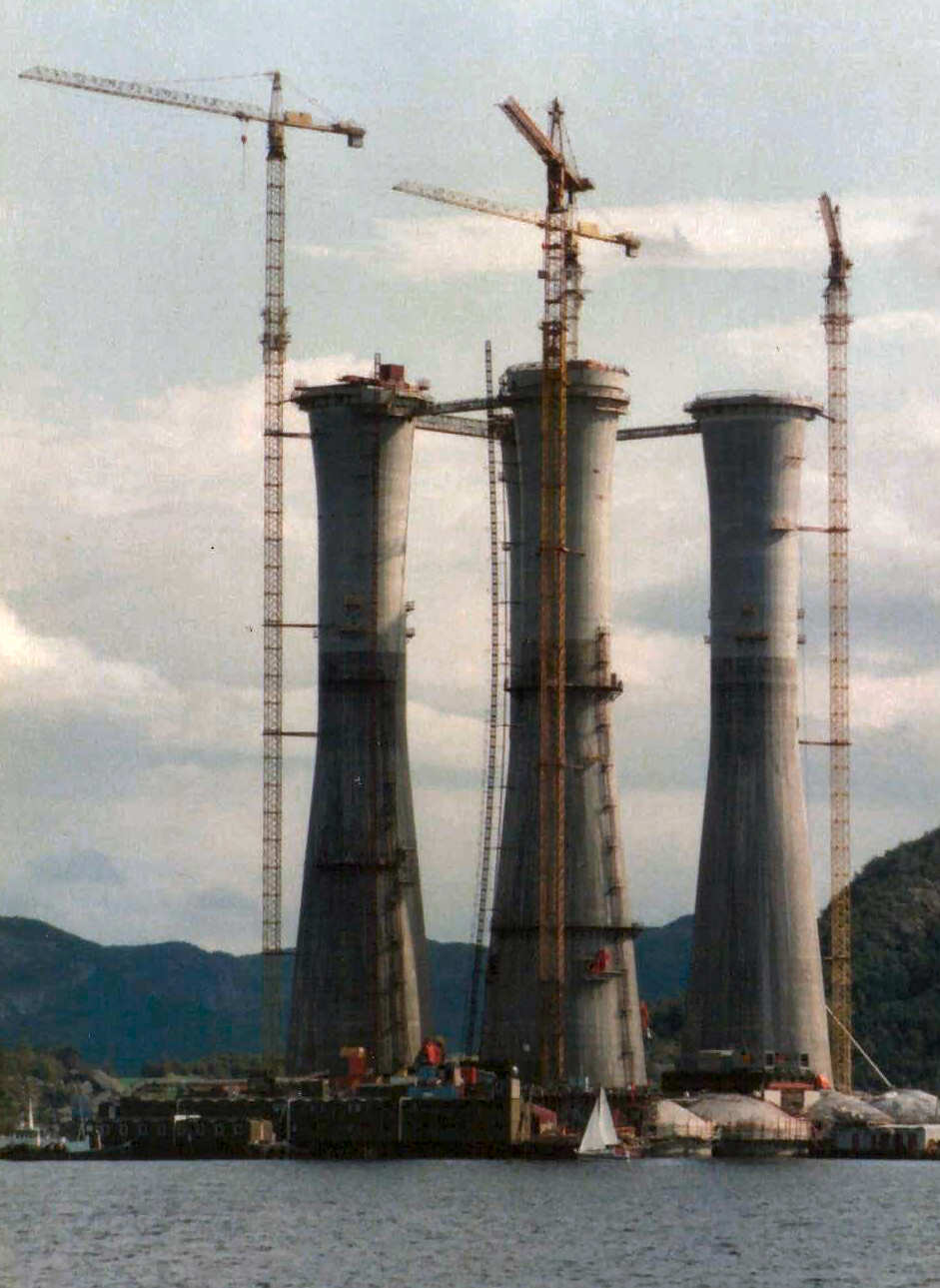
Construcció d'una plataforma petroliera al Mar del Nord.

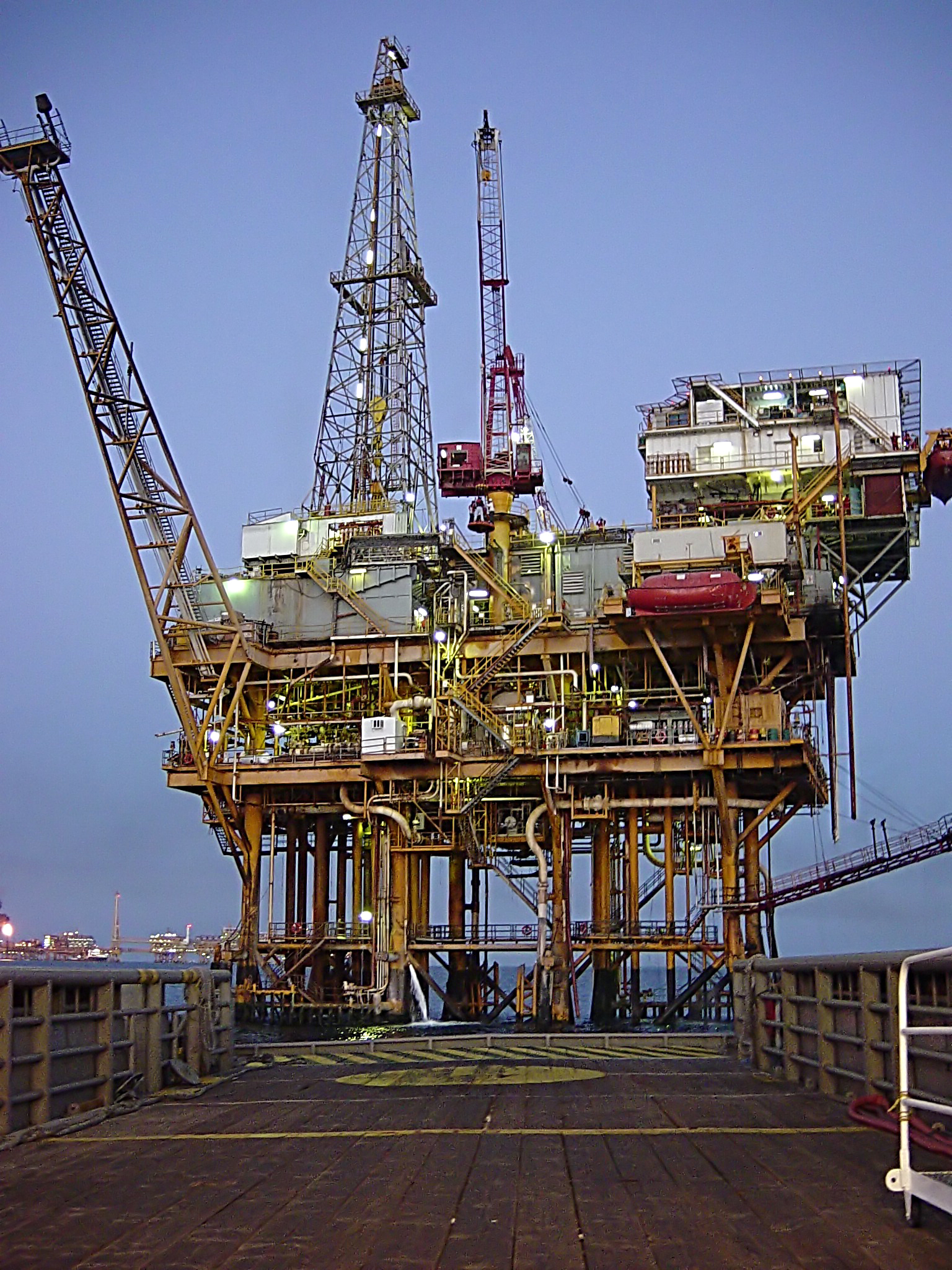
Plataforma de perforació en aigües profundes del Golf de Mèxic

Es denomina  plataforma petroliera el conjunt de les instal·lacions ubicades en els mars o oceans per a extreure petroli o gas natural del subsol marí. Entre les tasques que es desenvolupen en aquestes plataformes destaquen les operacions de foradar el subsol fins a arribar a la zona on es troba el petroli o gas que poden ser centenars de metres sota del fossat marí.
Aquestes instal·lacions són molt complexes i robustes per poder suportar els enormes embats que reben de l'onatge marí i suportar la maquinària tan potent que contenen per poder extreure el petroli o gas natural del subsol marí. Actualment la més profunda es la Petronius, al Golf de Mèxic.
En tota plataforma petroliera es combinen gasos, líquids i vapors inflamables, per això cal protegir els treballadors que hi ha a les plataformes del risc d'explosions que existeixen. Tant en l'extracció de gas com de petroli, surt barrejada amb grans quantitats de sulfur d'hidrogen (H 2 S), que és el gas que més comunament es troba al sistema de drenatge. A altes concentracions d'H₂S, pot causar mal als ulls, al sistema nerviós i al sistema respiratori. A una concentració de 50 ppm o més, el sistema respiratori es paralitza i pot produir la mort. Aquest gas és conegut també amb el nom d'àcid sulfhídric. En la majoria de les plataformes petrolieres hi ha alarmes que s'activen en detectar-se concentracions de 10 a 20 ppm, les quals ja són capaces de causar simptomatologia i danys físics.
En els dipòsits que hi ha a les plataformes per emmagatzemar el petroli i el gas recollit tenen els seus espais buits plens de gasos inerts com nitrogen, i gasos explosius com (H₂S) i benzè que els converteix en altament perillosos.

## Dotacions de personal a les plataformes petrolieres
En una plataforma petroliera hi poden treballar en diverses tasques de 160 a 420 persones de diferents professions com ara: soldadors, electricistes, pintors, cambrers, bugaderes, cuiners, informàtics, enginyers, submarinistes, etc.
Les condicions de treball a les plataformes petrolieres són molt dures i per això el personal passa diversos dies de descans a terra ferma després de cada estada determinada de temps en una plataforma.

## Equips de protecció individual (EPI)
Per tal de garantir la seva seguretat i el compliment de la legalitat en relació amb la salut laboral els treballadors que operen a les plataformes petrolieres han d'estar equipats amb equips de protecció individual adequats i homologats donada l'alta perillositat que hi ha en aquest entorn de treball pel perill potencial d'incendi i explosió que hi ha i la contaminació amb substàncies químiques perilloses.
L'equip de treball habitual consisteix a utilitzar els elements protectors:
- Roba de protecció contra esquitxos, per protegir la pell del contacte amb substàncies nocives.
- Cascos al cap per protegir d'objectes que puguin caure. A més, necessiten una protecció contra líquids al seu cap.
- Equips portàtils i estacionaris per a la detecció de gasos a l'ambient que poguessin ocasionar alguna lesió respiratòria o explosió.
- Equips respiratoris autònoms per a protegir-se de contaminacions d'atmosferes no respirables i d'equips autònoms d'evacuació.
- Ulleres adequades de protecció ocular.
- Calçat de seguretat adequat.

## Presència als Països Catalans
L'única plataforma que operava en aigües properes a territoris de parla catalana era la Plataforma Casablanca, situada davant la costa del Delta de l'Ebre i connectada per un oleoducte al Complex petroquímic de Tarragona. També era la única en funcionament a l'estat espanyol. Casablanca va iniciar les seves operacions el 1981 i tot i ampliar-se diverses vegades amb l'extracció des de més jaciments petrolífers propers va deixar de funcionar el juny de 2021 pel seu baix rendiment. L'operador principal, Repsol, tenia assignada una llicència d'explotació fins al 2028.